# Chiesa di Santa Maria di Gesù (Bivona)
La chiesa di Santa Maria di Gesù è stata un edificio di culto di Bivona, comune italiano della provincia di Agrigento in Sicilia.
Risalente al XVI secolo i suoi ruderi si trovano in via Falcone e Borsellino, nella parte meridionale del paese.
La chiesa e il convento annesso vennero edificati nei primi anni del Cinquecento dai Francescani Osservanti che si stanziarono a Bivona. Si trattava di una chiesa in stile gotico, a navata unica, che presentava un coro quadrato costituito da due nicchie e da una volta a crociera. Due capitelli su cui erano scolpiti due angeli genuflessi erano posti su due piedritti che sostenevano un arco a sesto acuto, che delimitava il coro della navata; quest'ultima prendeva luce da due finestre laterali e da un rosone situato nella facciata principale. Nella parete orientale si aprivano un'ampia cappella ed un portale secondario con arco a sesto acuto; nella parete occidentale era presente una piccola parte in stile rinascimentale che collegava la chiesa con il convento, e si elevava la torre campanaria, dotata di quattro guglie. Il portale principale era formato da un arco a tutto tondo.
Nel Settecento venne ristrutturata secondo un gusto prettamente barocco, ma nei due secoli successivi venne completamente abbandonata. Oggi è ormai ridotta ad un rudere ed è di proprietà privata.